# Нідервамбах
Нідервамбах (нім. Niederwambach) — громада в Німеччині, розташована в землі Рейнланд-Пфальц. Входить до складу району Нойвід. Складова частина об'єднання громад Пудербах.
Площа — 6,88 км2. Населення становить 450 ос. (станом на 31 грудня 2020).